# Aechmea orlandiana
Aechmea orlandiana är en gräsväxtart som beskrevs av Lyman Bradford Smith. Aechmea orlandiana ingår i släktet Aechmea och familjen Bromeliaceae.

## Underarter
Arten delas in i följande underarter:
- A. o. belloi
- A. o. orlandiana

## Bildgalleri

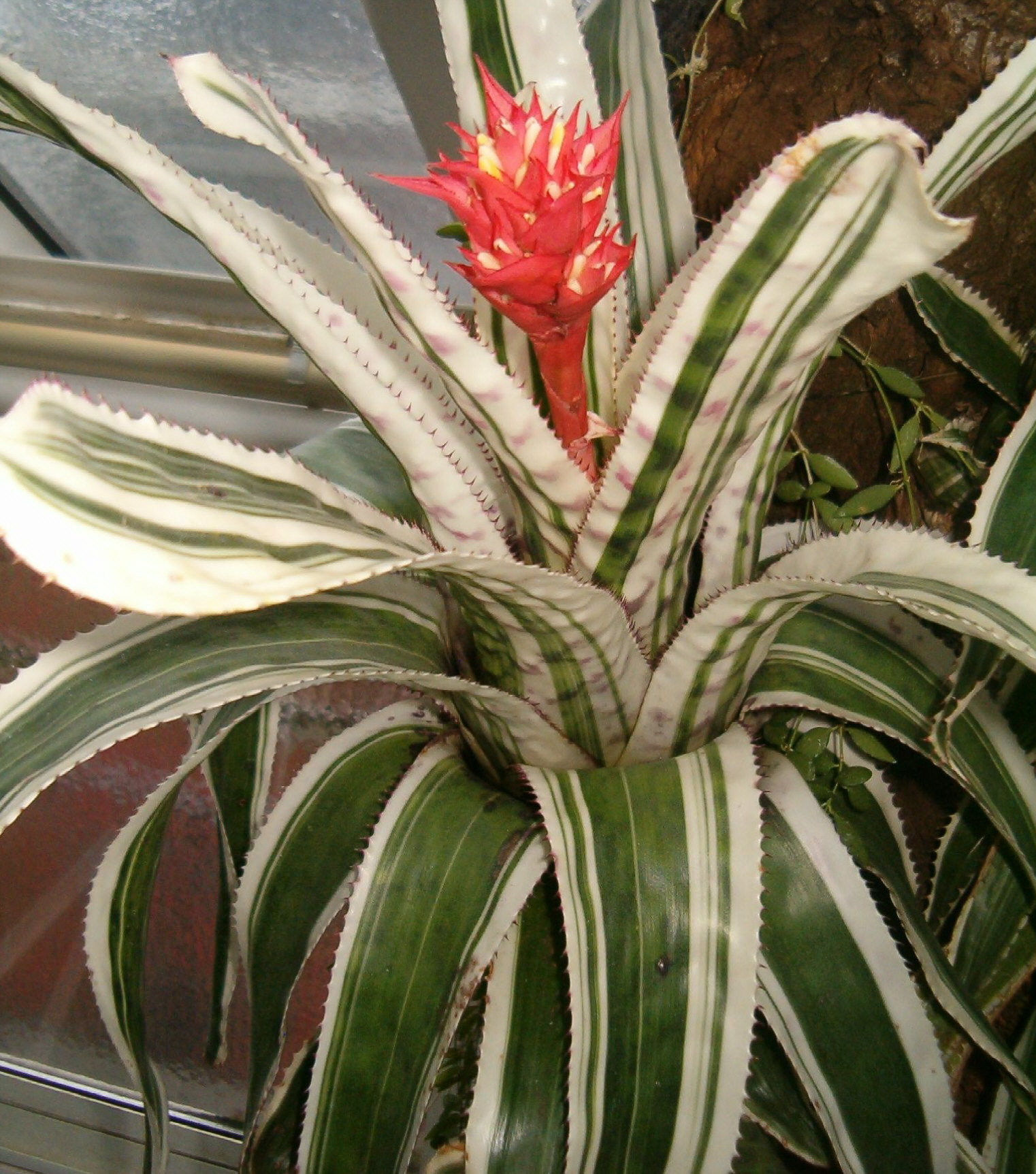
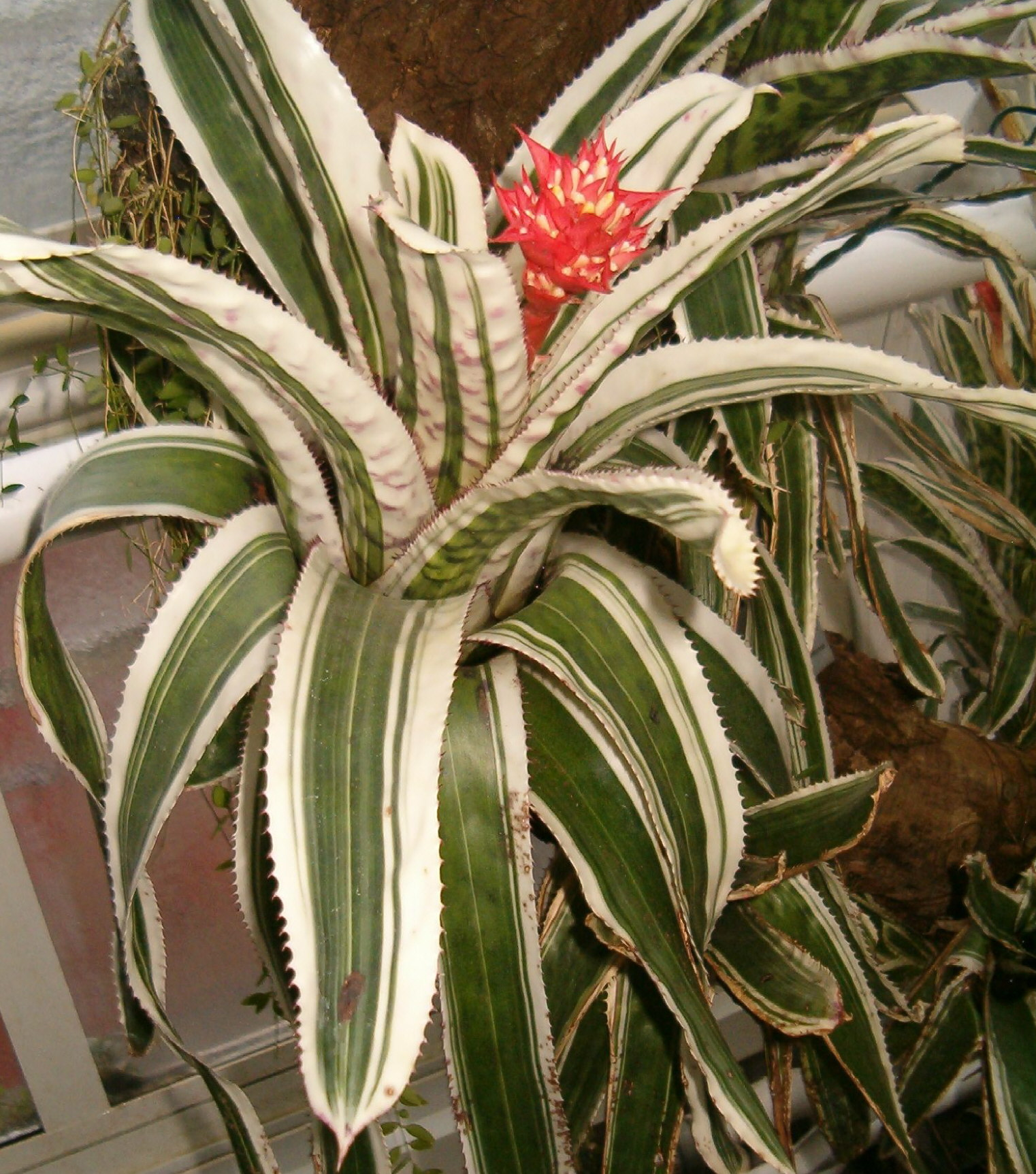
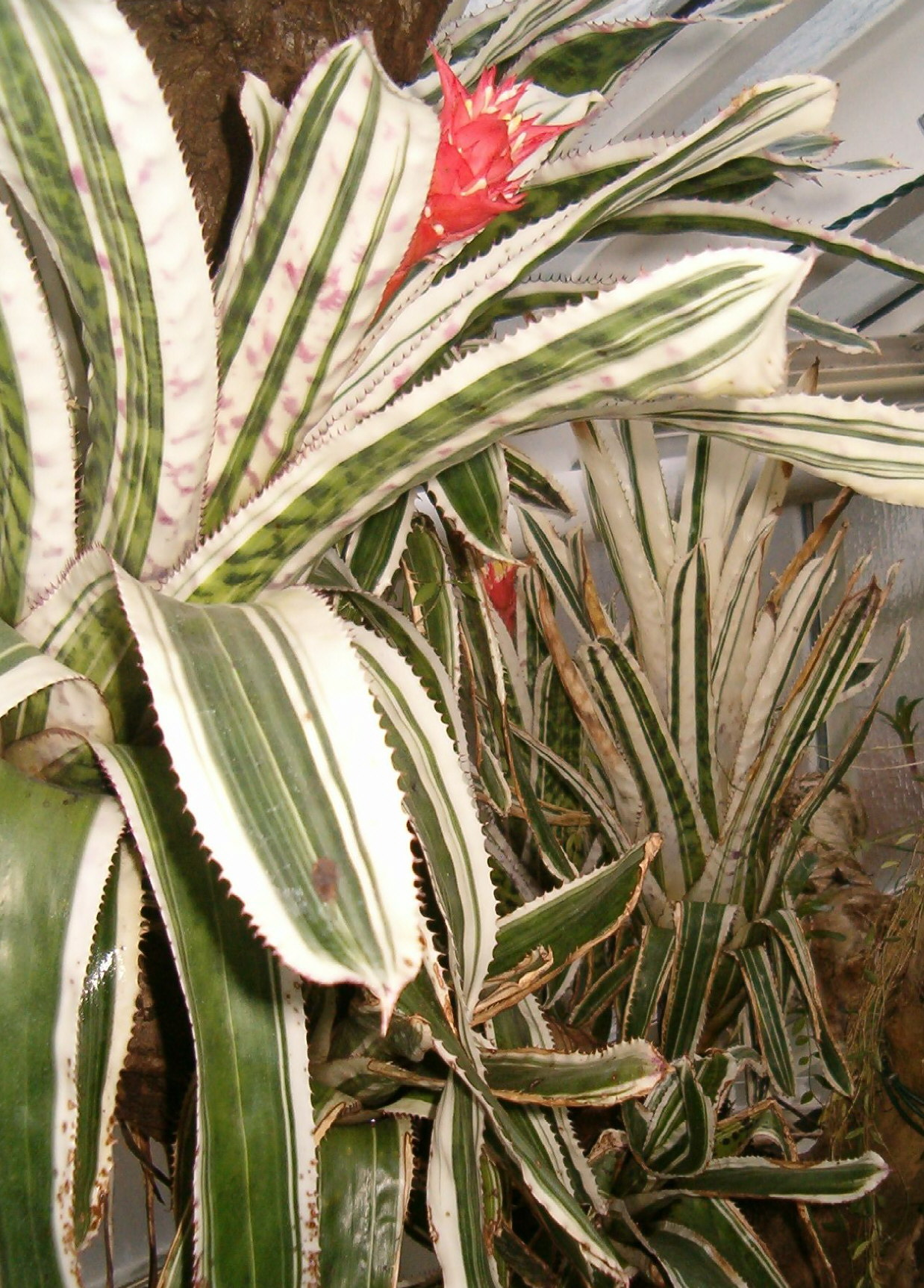
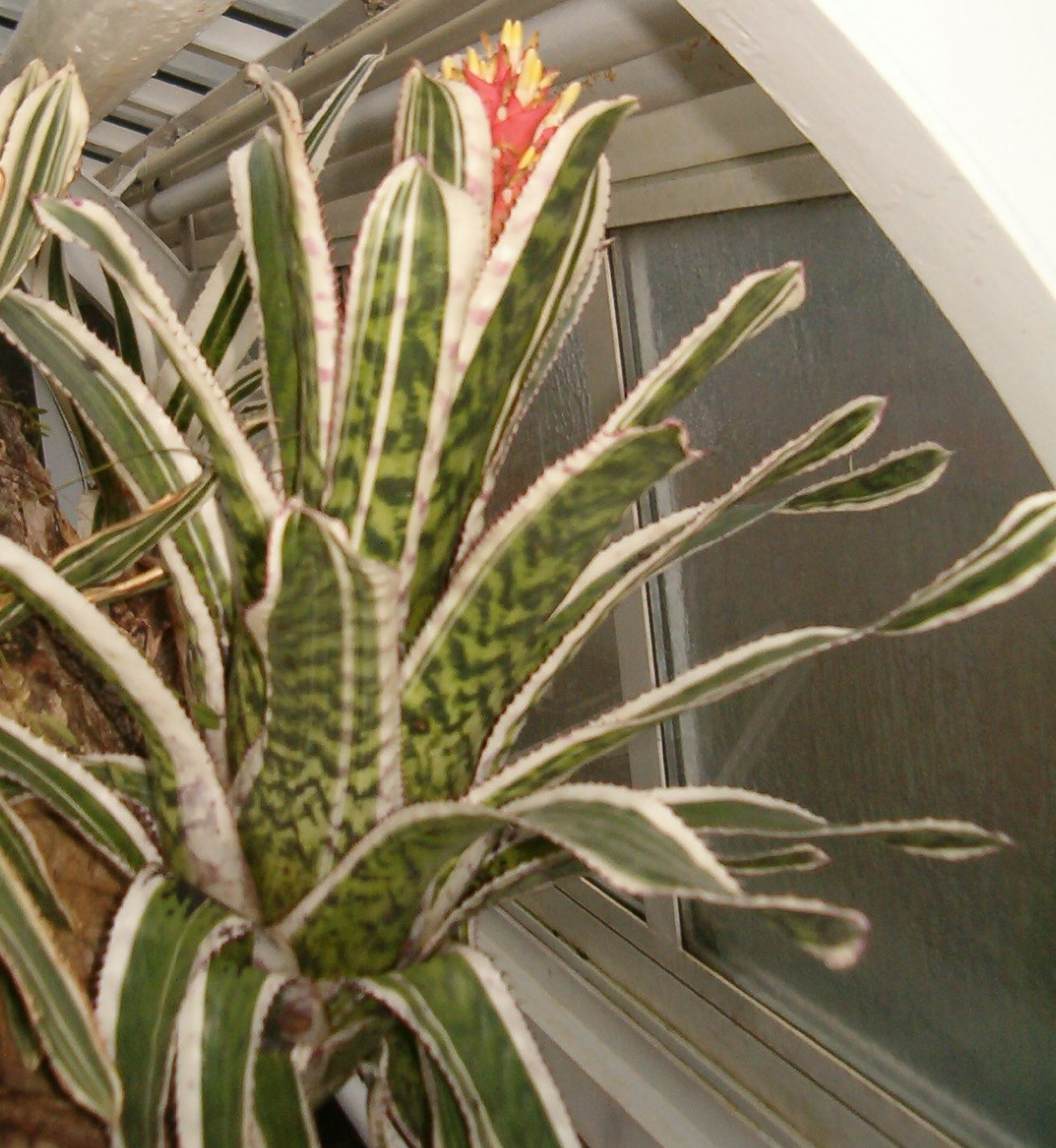